# 追手風部屋

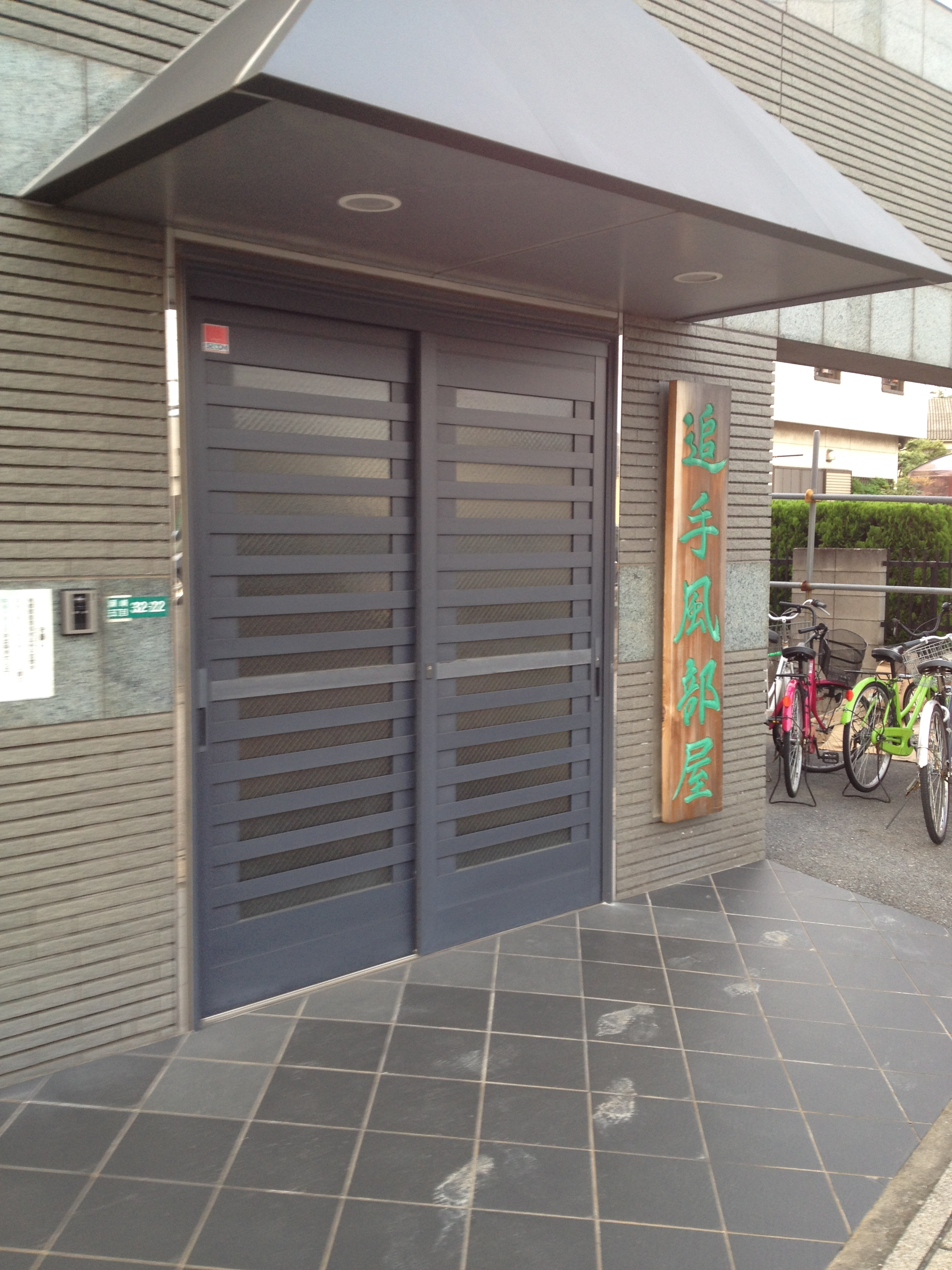
追手風部屋

追手風部屋（おいてかぜべや）は、日本相撲協会所属で時津風一門の相撲部屋。

## 歴史
1937年（昭和12年）5月場所に現役を引退して、以降は二十山部屋の部屋付き親方となっていた年寄・8代追手風（元大関・清水川）が、1938年1月に3人の内弟子を連れて二十山部屋から分家独立して追手風部屋を創設した。
以降、小結・清水川明於や幕内・起雲山、追手山などの関取を輩出したが、1965年（昭和40年）1月に8代が定年退職を迎えたために部屋は閉鎖された。当時関取だった追風山（追手山改め）を始めとする所属力士は立浪部屋へ移籍した。追風山は引退後10代追手風を襲名し、立浪部屋の所属になっていた。
この間、清水川明於は独立して間垣部屋（旧・間垣部屋）を興したが、関取を出せないまま同部屋は1975年に閉鎖された。
1998年2月、10代追手風（元幕内・追風山）と年寄名跡を交換する形で娘婿の12代中川（元幕内・大翔山）が11代追手風を襲名し、同年10月1日付で2人の内弟子を連れて友綱部屋から分家独立する形で（大翔山は現役時代立浪部屋所属だったが、引退後に友綱部屋に移籍していた）追手風部屋を33年ぶりに再興した。
11代追手風は学生相撲出身者や東欧出身者を積極的にスカウトし、現在までに関脇・追風海や小結・黒海など12人の関取を輩出している。師匠の現役時の四股名から取った「大翔」「翔」という字が四股名に付いた力士が多い。2005年7月場所以降は所属関取が黒海のみという状況が続いていたものの、2008年11月場所で大翔湖が2003年5月場所における黒海以来5年半ぶりとなる新十両昇進を果たした。2012年9月場所中に唯一の関取であった黒海が引退してからは関取経験者が不在となっていたが、2013年7月場所において遠藤が新十両へ昇進している。2018年3月場所以降は関取7人を擁する一大勢力となっており、2021年初場所で大栄翔が幕内優勝したため、優勝力士輩出部屋となった。
2016年10月19日、理事会において師匠辞任勧告を受けて一時閉鎖となった春日山部屋から21代春日山（元幕内・濵錦）をはじめ所属力士ら全員を受け入れた。
2016年12月22日、それまで所属していた伊勢ヶ濱一門から時津風一門へ移籍した。ただし、親方の一門移籍は追手風と部屋付きの15代中川（元幕内・旭里）だけにとどまり、春日山は伊勢ヶ濱一門に残った。またこれ以前の12月13日に春日山部屋から受け入れた部屋付き親方の13代高島（元関脇・高望山）が伊勢ヶ濱一門の宮城野部屋へ移籍している（13代高島は伊勢ノ海部屋を経て2024年1月に追手風部屋に復帰）。
2017年1月26日、15代中川が一時閉鎖していた春日山部屋の再興という形で独立し中川部屋を創設した。
2024年4月2日、閉鎖された陸奥部屋から12代立田山（元幕内・薩洲洋）が移籍した。
2025年3月10日、伊勢ノ海部屋から8代鏡山（元関脇・多賀竜）が移籍した。
なお、追手風部屋における関取以外の出身者としては、プロレスラーのミスター林や上田馬之助がいる（ともに入門から程なくして清水川の間垣部屋へ移籍）。

## 所在地
- 埼玉県草加市瀬崎5－32－22
- 東武伊勢崎線谷塚駅徒歩15分、またはバス利用

## 師匠
- 8代：追手風元吉（おいてかぜ もときち、大関・清水川、青森）
- 11代：追手風直樹（おいてかぜ なおき、前2・大翔山、石川）

## 部屋付き親方
- 立田山裕教（たつたやま ひろかず、前1・薩洲洋、鹿児島）※陸奥部屋から移籍
- 高島大造（たかしま だいぞう、関脇・髙望山、宮城）※伊勢ノ海部屋から移籍
- 鏡山昇司（かがみやま しょうじ、関脇・多賀竜、茨城）※伊勢ノ海部屋から移籍

## 力士

### 現役の関取経験力士
- 大栄翔勇人（関脇・埼玉） - 11代弟子
- 遠藤聖大（小結・石川） - 11代弟子
- 翔猿正也（小結・東京） - 11代弟子
- 大翔丸翔伍（前5・大阪） - 11代弟子
- 剣翔桃太郎（前6・東京） - 11代弟子
- 大翔鵬清洋（前9・モンゴル） - 11代弟子
- 大奄美元規（前11・鹿児島） - 11代弟子
- 日翔志英忠（十6・東京） - 11代弟子

### 幕内
関脇
- 追風海直飛人（青森） - 11代弟子、入門は友綱部屋

小結
- 清水川明於（兵庫） - 8代弟子
- 黒海太（ジョージア） - 11代弟子

前頭
- 追風山裕邦（前6・青森） - 8代弟子、立浪部屋に移籍
- 起雲山世志介（前19・新潟） - 8代弟子
- 濵錦竜郎（前11・熊本） - 11代弟子

### 十両
- 大翔大豪志（十1・東京） - 11代弟子、入門は友綱部屋
- 大翔湖友樹（十10・東京） - 11代弟子